# Nolan North
Nolan Ramsey North (*31. října 1970, New Haven, Connecticut) je americký herec. Svůj hlas propůjčil postavám, jako je například Nathan Drake z herní série Uncharted, Desmond Miles z her Assassin's Creed, David z The Last of Us, Ghost z Destiny nebo také Deadpool z filmového universa Marvel Comics.

## Kariéra
Než se dal na dráhu sólových komických vystoupení a hraní, specializoval se na žurnalistiku a téměř rok pracoval jako reportér v New Jersey. Po krátké zastávce v New Yorku, kde začal svou hereckou kariéru, se přestěhoval do Hollywoodu. Zde byl obsazen v seriálu Port Charles do role Dr. Chrise Ramsey. Během natáčení se začal věnovat hlasovému herectví a motion capture, což vedlo k ukončení seriálu.
V roce 2007 svůj hlas propůjčil postavě Nathana Drakea ve hře Uncharted: Drake's Fortune, což patří k jeho nejvýznamnějším rolím. V zobrazování této postavy pokračoval v Uncharted 2: Among Thieves (2009) a Uncharted 3: Drake's Deception. V roli Nathana Drakea se znovu objeví již v květnu roku 2016.
Při rozhovoru s The Guardian zmínil, že mimo jiné musel při hraní Nathana používat hodně představivosti, neboť při motion capture je používáno minimální množství rekvizit a člověk „musí být ochotný udělat ze sebe pitomce“. Díky svým mimořádně zpracovaným rolím v úspěšných herních sériích je v herním průmyslu známý jako „ten pravý protagonista“.
Na udílení videoherních cen The Game Awards za roku 2016 získal ocenění v kategorii Nejlepší herecký výkon za postavu Nathana Drakea ve hře Uncharted 4: A Thief's End.